# Молошниця
Молошниця (рос. Молошница) — присілок в Шар'їнському районі Костромської області Російської Федерації.
Населення становить 0 осіб. Входить до складу муніципального утворення Івановське сільське поселення.

## Історія
Від 2007 року входить до складу муніципального утворення Івановське сільське поселення.

## Населення
| 2008 | 2010 | 2014 |
| ---- | ---- | ---- |
| 0    | →0   | →0   |